# Treuf
Treuf ist ein Gemeindeteil und eine Gemarkung der Gemeinde Kirchensittenbach im Landkreis Nürnberger Land (Mittelfranken, Bayern). Die Gemarkung Treuf liegt teilweise auf dem Gemeindegebiet von Kirchensittenbach, teilweise auf dem Gemeindegebiet von Velden. Sie hat eine Fläche von 17,643 km² und ist in 1985 Flurstücke aufgeteilt, die eine durchschnittliche Flurstücksfläche von 8888,25 m² haben. In ihr liegen neben dem namensgebenden Ort die Gemeindeteile Gerhelm, Henneberg, Immendorf, Kreppling, Münzinghof, Raitenberg, Siglitzberg, Siglitzhof und Stöppach.

## Geografie
Das Dorf liegt auf dem Hochplateau der Hersbrucker Alb und befindet sich etwa vier Kilometer nordnordöstlich des Ortszentrums von Kirchensittenbach. Es gibt 13 Wohngebäude (Stand 2020).

## Geschichte
Durch die zu Beginn des 19. Jahrhunderts im Königreich Bayern durchgeführten Verwaltungsreformen wurde Treuf mit dem zweiten Gemeindeedikt eine Ruralgemeinde. Im Rahmen der Gebietsreform in Bayern wurde die Gemeinde Treuf am 1. Januar 1972 aufgeteilt: Dabei wurden Treuf, Stöppach, Kreppling, Siglitzberg und Siglitzhof der Gemeinde Kirchensittenbach zugeordnet, wohingegen Gerhelm, Henneberg, Immendorf, Münzinghof und Raitenberg zur Stadt Velden gelangten. Im Jahr 1993 zählte Treuf 54 Einwohner, ebenso im Jahr 1961.